# Peralta de Calasanz
Peralta de Calasanz – gmina w Hiszpanii, w prowincji Huesca, w Aragonii, o powierzchni 114,88 km². W 2011 roku gmina liczyła 242 mieszkańców.